# Carl Lumbye
Carl Christian Lumbye (9. juli 1841 i København – 10. august 1910 smst) var en dansk komponist og orkesterleder. Han var søn af H.C. Lumbye og voksede således op i centrum af det københavnske musikmiljø. Hans bror, Georg August Lumbye var også komponist og dirigent.
Carl Lumbye blev uddannet som violinist af Ferdinand Stockmarr og Edvard Helsted. I 1863 trådte han ind i sin fars orkester i Tivoli som violinist og demonstrerede snart sine evner som både komponist og dirigent. Gennem de næste år optrådte han som leder af musikken på flere etablissementer, bl.a. Odeon, Aftenstjernen, Alhambra, Casino og i Euphrosyne og Tivolis harmoniorkester, som han var chef for i årene 1894-1909.
Hans musik fulgte i faderens fodspor og han leverede en lang række marcher, polkaer og galopper til sit orkester. Jævnsides hermed var han sanglærer ved flere københavnske skoler.

## Værkliste (ikke komplet)
- Første Regiment (march 1864)
- Storfyrstinde Maria Feodorowna Polka( 1879)
- Nordisk Udstillingsmarch (1888)
- Festpolonaise til regieringsjubilæet (1888)
- Dagmar Marche (1891)
- Guldbryllups Festmarch (1892)
- Christian IXs Revuemarcher
- 1900-march
- Studenter-tappenstreg
- Alle Ni (polka)
- Camille (polka)
- Ephrosyne (polka)
- Nic-Nac (polka)
- Thora Polka
- Nina Polka Mazurka
- Hans Christian (galop)
- Akrobat (galop)
- Prins Karneval (galop)
- Tivoli Jubilæums Galop